# Gösta Sandberg
Gösta Oskar Leonard Sandberg (Knivsta, 6 augustus 1932 – Stockholm, 27 april 2006) was een Zweeds voetballer, ijshockeyer en bandyspeler bij Djurgårdens IF. Hij speelde 52 keer in het Zweeds voetbalelftal, achtmaal in het nationale ijshockeyteam en driemaal in het nationale bandyteam.
Sandberg maakte tijdens de Olympische Zomerspelen van 1952 deel uit van het Zweeds voetbalelftal. Zweden behaalde de halve finale maar verloor deze van Hongarije. Het won de finale om de derde plaats en pakte daarmee de bronzen medaille ten koste van Duitsland.
In 1956 won hij de Guldbollen, de prijs voor beste Zweedse voetballer van het jaar.